# Coolia monotis
La Coolia monotis è una specie di alga marina unicellulare flagellata, appartenente alla divisione dei Dinoflagellata classe Dinophyceae.
È un'alga, come Ostreopsis ovata e Prorocentrum lima, che ha la caratteristica di produrre sostanze potenzialmente tossiche per la salute umana.

## Distribuzione
È una specie epifitica e preferibilmente poco esposta ad habitat con acque in movimento. È una microalga largamente distribuita in acque da temperate a tropicali, dal Mare dei Caraibi all'Oceano Pacifico ma durante gli ultimi decenni è stata osservata anche nel Mare Mediterraneo; negli ultimi anni è presente anche sulle coste italiane (Toscana, Liguria), ritrovata sin dai primi anni del 2000. Nel Mare Adriatico è stata osservata nel Golfo di Trieste, al largo del Conero ed infine nelle coste abruzzesi per la prima volta nell'estate 2009 (Ingarao et al., 2010).

## Descrizione
Il tallo cellulare è a forma di lente, e compresso antero posteriormente, formato da due teche e l'ipoteca è più grande epiteca. La superficie delle teche è liscia ma costellata da numerosi pori disposti a caso e formate da diversi pezzi. Pori marginali sono presenti su entrambi i lati del cingolo che è labriforme. I pori si presentano con due forme, o oblunghi, o sferici.
Dimensioni, lunghezza 30-50 µm e spessore 25-45 µm (Tolomio & Cavolo 1985; Faust 1992).
La specie si va a localizzare sulle alghe e sul substrato che costituisce il bentos, e può essere brucata dagli erbivori, o inghiottita dai molluschi.
È anche utilizzato il sinonimo, Ostreopsis monotis.

## Tossicità
Coolia monotis è considerata tossica in quanto produce sostanze neurotossiche (NSP), le cooliatossine, analoghe alle yessotossine (Nakajima I et al 1981; Holmes M. J. et al 1995).

## Cosa si fa per contenere il fenomeno
Con l'entrata in vigore, il 25 maggio 2010, del decreto 30 marzo 2010, attuativo del D.Lgs 116/2008, in Italia è diventato obbligatorio (art.3) effettuare monitoraggi in aree a rischio di Ostreopsis ovata e altre alghe potenzialmente tossiche (Prorocentrum lima, Ostreopsis ovata,ecc.).
Le Agenzie Regionali per la Protezione dell'Ambiente (ARPA) effettuano monitoraggi sulla presenza dell'alga nelle acque dei litorali nei periodi estivi, avvertendo i comuni e le ASL di competenza al superamento della soglia di 10000 unità cellulari per litro (come da "Linee guida del Ministero della Salute" della Repubblica Italiana).